# Passy (stanice metra v Paříži)

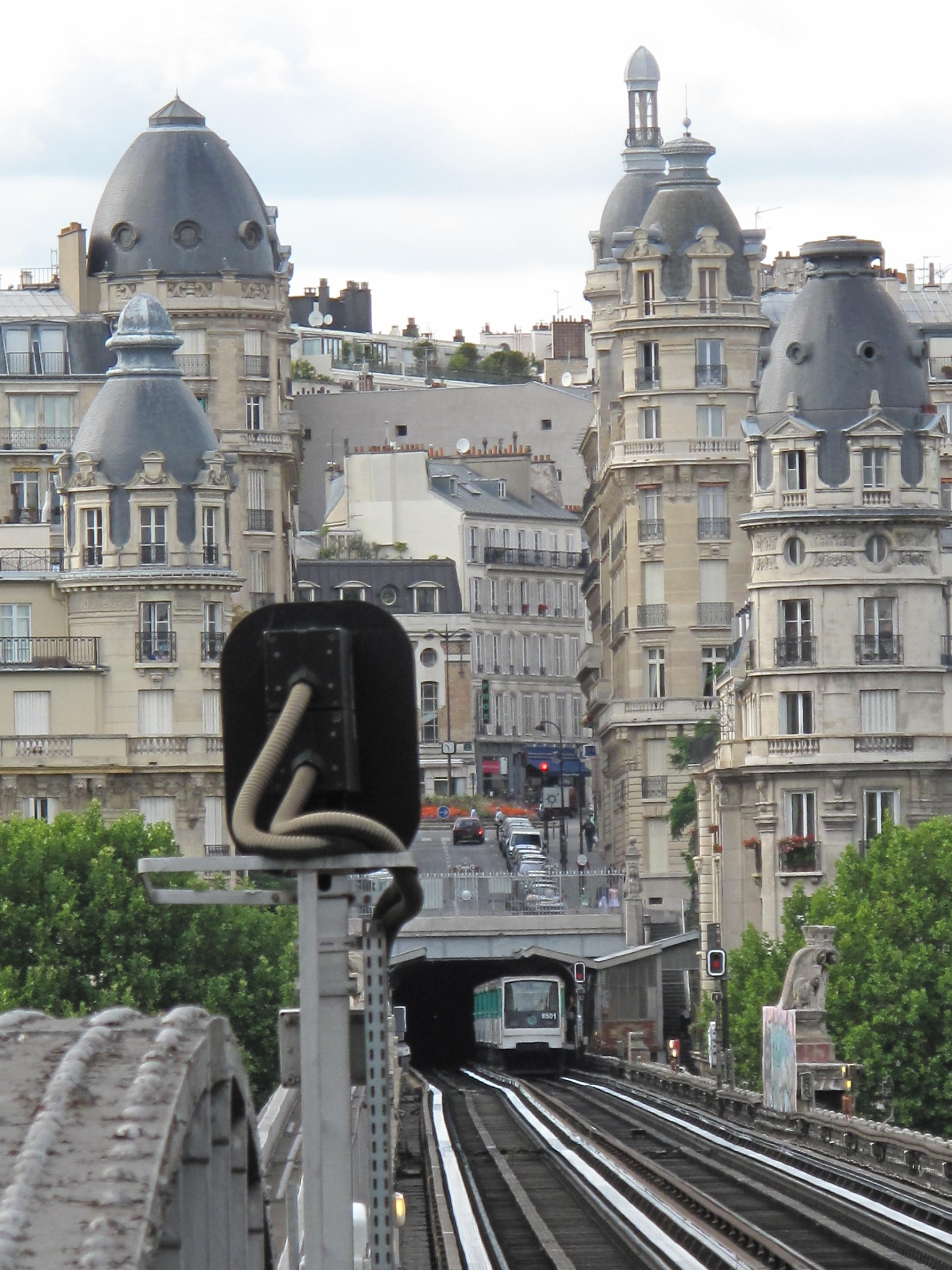
Vyústění stanice na viadukt

Passy je nepřestupní stanice pařížského metra na lince 6 v 16. obvodu v Paříži. Stanice je umístěna na Rue de l'Alboni.

## Historie
Stanice byla otevřena 6. listopadu 1903 jako konečná tehdejší nové linky 2 Sud (2 Jih) též nazývané Circulaire Sud (Jižní okruh). 24. dubna 1906 byl od Passy připojen úsek na levém břehu Seiny až do stanice Place d'Italie. 14. října 1907 byla linka 2 Sud zrušena a připojena k lince 5. Dne 12. října 1942 byla stanice Passy, respektive celý úsek Étoile ↔ Place d'Italie opět odpojena od linky 5 a spojena s linkou 6, která tak získala dnešní podobu.
Zvláštností stanice je její poloha. Stanice byla postavena na svahu, ze kterého vyjíždějí koleje. Zatímco východní část stanice je ještě v podzemí, na západním konci je otevřená a odtud pokračuje nadzemní viadukt.

## Název
Jméno stanice je odvozeno od nedaleké Rue de Passy. Passy je název bývalé vesnice za hranicemi Paříže, která byla připojena k městu.

## Zajímavosti v okolí
- Pont de Bir-Hakeim – most, po kterém pokračuje viadukt do stanice Bir-Hakeim
- Maison de la Radio – sídlo francouzského rozhlasu